# Université de Chicago
L'université de Chicago (en anglais : The University of Chicago) est une université privée américaine, située dans le secteur de Hyde Park à Chicago (Illinois). Elle est l'une des universités les plus prestigieuses et influentes du monde, et elle est parmi les plus sélectives des États-Unis,,. Ses universitaires ont joué un rôle majeur dans le développement de nombreuses disciplines universitaires, notamment l'économie, le droit, la critique littéraire, les mathématiques, la physique, la religion, la sociologie et les sciences politiques, établissant les écoles de Chicago dans divers domaines.
Dans un sondage de 2005, les lecteurs du Chicago Tribune ont élu l'université de Chicago comme l'une des « sept merveilles de Chicago », derrière le lac Michigan, le Wrigley Field, le métro de Chicago, la Willis Tower, la Water Tower et le musée des Sciences et de l'Industrie.

## Présentation
L'université de Chicago est composée du collège universitaire (nommé The College), de la Pritzker School of Medicine, de la Booth School of Business, de la Divinity School, de la University of Chicago Law School, de la Graham School of Continuing Liberal and Professional Studies, de la Harris School of Public Policy Studies et de la School of Social Service Administration. Elle comprend également l'une des bibliothèques universitaires les plus grandes des États-Unis : la bibliothèque de l'université de Chicago possède quelque 11,6 millions de volumes imprimés et numériques (en 2016).
L'école économique de pensée dite de Chicago, qui a pour chef de file Milton Friedman ou encore Robert Lucas, a émergé du département d'économie de l'université. Leur théorie néoclassique fut l'une des plus importantes de la deuxième partie du XXe siècle.
Le courant de pensée sociologique de l'école de Chicago fut créé par Albion Small au département de sociologie de l'université.
L'université de Chicago compte parmi ses anciens élèves et professeurs 98 prix Nobel (2018), 9 médailles Fields, 18 médailles John-Bates-Clark et 24 prix Pulitzer.

## Histoire
L'université fut fondée en 1890 par la American Baptist Education Society (American Baptist Churches USA) et le magnat du pétrole John D. Rockefeller, et les premiers cours eurent lieu le 1er octobre 1892. William Rainey Harper devint le premier président de l'université, il voulait combiner à l'enseignement anglo-saxon, l'excellence des techniques de recherches des universités allemandes. L'une des particularités des méthodes de Harper était de permettre aux élèves de sortir diplômé à n'importe quel moment de l'année. Dès sa création, les femmes furent autorisées à suivre des cours à l'université, ce qui n'était pas nécessairement le cas d'autres grandes universités américaines. Les premiers bâtiments furent inspirés du style gothique anglais.

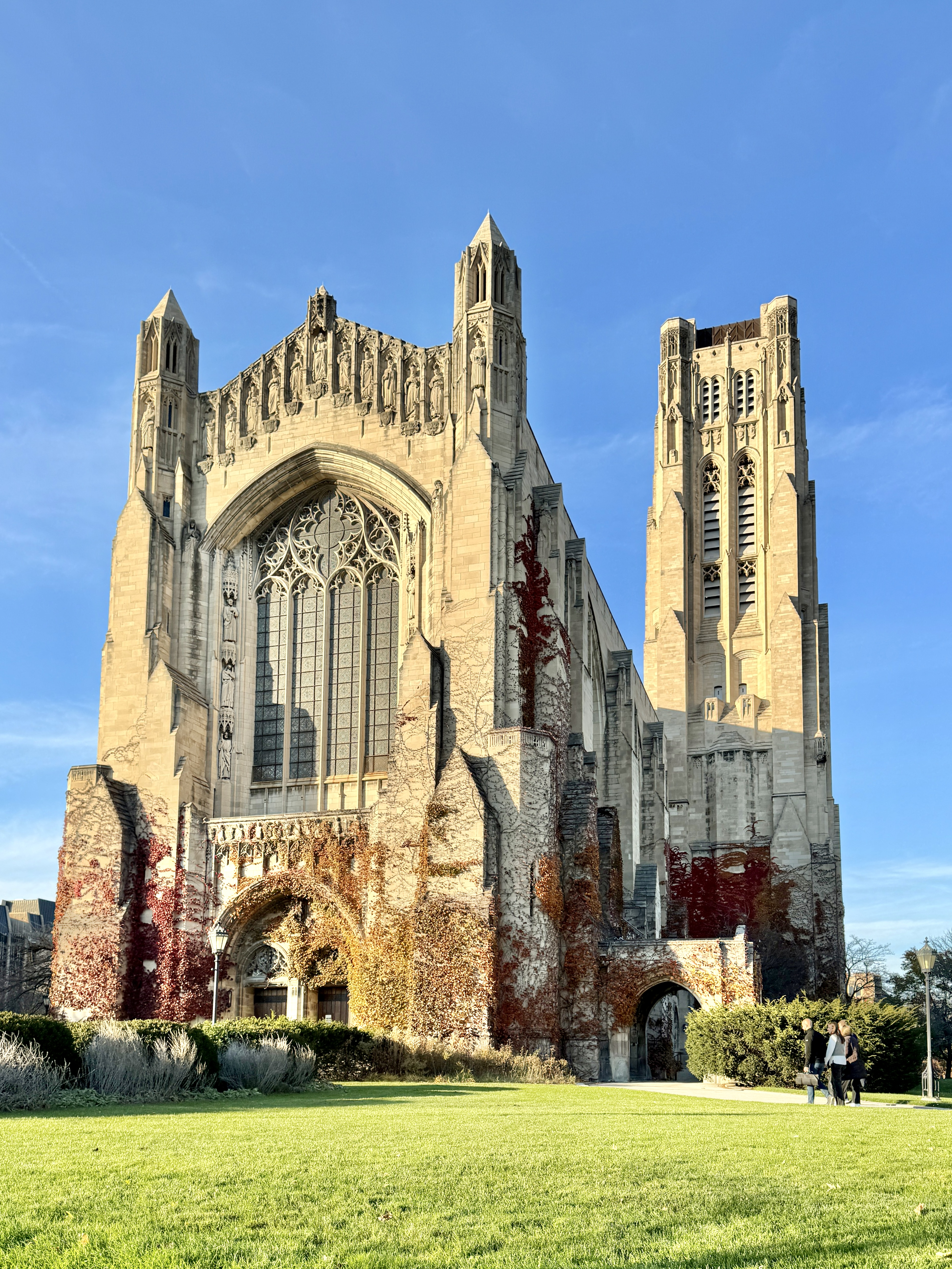
La Rockefeller Chapel.

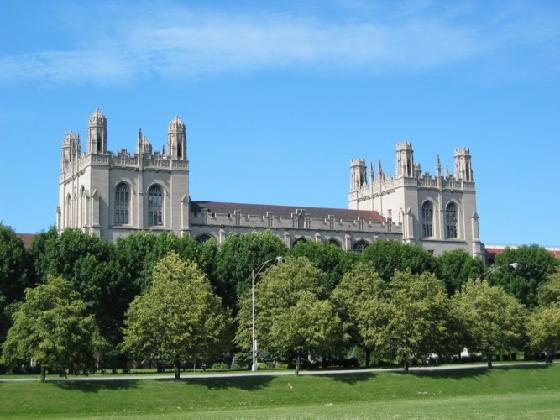
La Harper Library depuis Midway Plaisance.

En 1910, l'université adopta son logo (qui est toujours le même aujourd'hui) et la devise latine « Crescat Scientia, Vita Excolatur », signifiant « Que le savoir se développe (et) que la vie s'enrichisse. »
En 1929, Robert Hutchins fut nommé président de l'université. Il améliora notamment les parcours universitaires undergraduate, par exemple en préférant les cours sous forme de débat plutôt que des grandes conférences magistrales.
Dans les années 1930 et 1940, l’université conseilla et finança des organisations qui cherchaient à interdire l’installation des Noirs dans le quartier de Hyde Park.
Alors que dans les années 1950, le « nettoyage des taudis » environnants (slum clearance) provoqua un afflux de population noire vers Hyde Park au moment où la Cour suprême déclara illégal le refus de vente ou de location motivé par la race du demandeur. Une partie des populations aisées vivant dans le quartier entreprit de déménager. En 1958, l’université s'en alarma publiquement : « La vie de notre institution est en jeu. Il n’est pas possible de maintenir une grande université dans un endroit qui se transforme en taudis. »
Elle mit sur pied, par l’intermédiaire de la Hyde Park Kenwood Community Conference, qu'elle contrôlait, et avec l'aide de la municipalité de Chicago, un programme de « rénovation » du quartier fondé sur la destruction des immeubles d’habitation de bas niveau et l'expulsion de leurs locataires, pauvres et généralement noirs. L’université fit également pression sur les banques et les compagnies d’assurances pour que celles-ci n’accordent pas de prêts aux propriétaires indésirables et ne renouvellent pas volontiers leurs polices d’incendie. Entre 1960 et 1970, le nombre des logements à Hyde Park baissa de 20 % et le nombre des Noirs de 40 %.

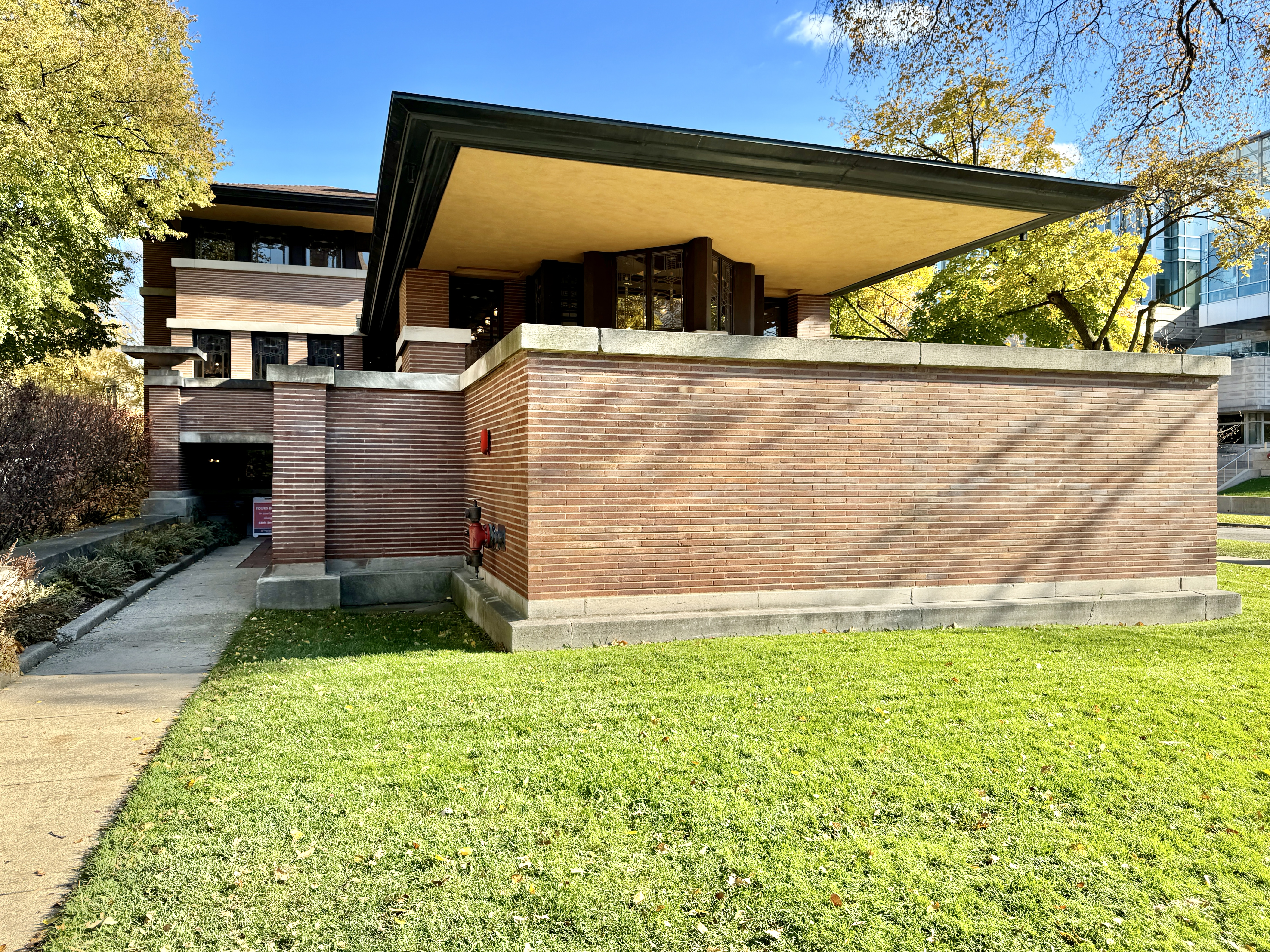
La Robie House, œuvre de l'architecte Frank Lloyd Wright.

Puis l'université s'est agrandie avec l'ajout de bâtiments au style plus modernes. Elle acheta notamment en 1963 la Robie House de l'architecte Frank Lloyd Wright.
En 1978, la professeur d'histoire Hanna Gray devint présidente de l'université, faisant d'elle la première femme présidente d'une grande université de recherche. Sous sa présidence les effectifs furent augmentés aussi bien en undergraduate qu'en postgraduate.
Dans les années 1990, une première année d’études coûte près de 25 000 dollars. L'université ne compte que 4 % d’étudiants noirs et 1,8 % de professeurs noirs. 
L'université entretient par ailleurs une police privée. Bien que le quartier soit particulièrement sûr, l’université a installé 134 « téléphones d’urgence » au campus, permettant aux étudiants de commander aussitôt l’arrivée d’une voiture-patrouille. Jusqu’en 1992, les étudiants qui en faisaient la demande obtenaient qu'une voiture de police les suive pour aller vers une destination quelconque.
En 1998, le nouveau programme undergraduate vit le jour, accentuant notamment l'apprentissage des langues étrangères et l'ouverture aux différentes cultures.
En 2008, l'ancien élève et milliardaire David Booth (en) fit un don de 300 millions de dollars à l'université qui en remerciement nomma la Business School en son nom.

## Classement et réputation
L'université de Chicago est régulièrement classée dans le Top 10 mondial et excelle particulièrement dans le domaine des sciences sociales et sciences économiques.
|                                         | Général | Sciences sociales | Économie |
| --------------------------------------- | ------- | ----------------- | -------- |
| Academic Rankings of World Universities | 9       | 2                 | 2        |
| QS University Rankings                  | 10      | 8                 | 5        |
| Times Higher Education                  | 11      | 6                 | 6        |

Le classement international professionnel des universités, réalisé par les Mines ParisTech, classe l'université 21e mondiale pour la formation de PDG de grandes entreprises.
Le magazine U.S. News & World Report classe le collège universitaire troisième au niveau national (à égalité avec Yale).

## Personnalités liées à l'université
- Laila Abou Saif
- Elizabeth Alexander
- Gabriel Almond
- Edmond Alphandéry
- Anisuzzaman
- Hannah Arendt
- John Ashcroft
- Gary Becker
- Saul Bellow
- Allan Bloom
- James Henry Breasted
- J Harlen Bretz
- Gwendolyn Brooks
- Mary R. Calvert
- Rudolf Carnap
- Subrahmanyan Chandrasekhar
- Eugenia Cheng
- J. M. Coetzee
- Arthur Compton
- Mercedes Concepcion
- Birgit Conix
- Henry Chandler Cowles
- Mihály Csíkszentmihályi
- Gérard Debreu
- John Dewey
- Katherine Dunham
- Mircea Eliade
- Simone Elkeles
- T. S. Eliot
- Ralph Ellison
- Roger Ebert
- Enrico Fermi
- Robert Fogel
- François Furet
- Milton Friedman
- Erving Goffman
- Friedrich Hayek
- Seymour Hersh
- Magnus Hestenes
- Jack Hirshleifer
- Susan Howe
- Edwin Hubble
- Charles Brenton Huggins
- John Franklin Jameson
- Rebecca Jarvis
- Frances Kellor
- Irina Klepfisz
- Leszek Kołakowski
- Cassie Kozyrkov
- Marie Litzinger
- Robert Lucas
- Norman Maclean
- Susan J. Matt
- Jean-Luc Marion
- Alexi McCammond
- Frieda S. Miller
- Roger Myerson
- Robert Millikan
- Mary Anne Mohanraj
- Jean Monty
- Mike Nichols
- Andrew Oates
- Barack Obama
- Stuart Rice
- Paul Ricœur
- David Rockefeller
- Carl-Gustaf Rossby
- Bertrand Russell
- Philip Roth
- Erik Palmén
- Nicholas Ray
- Carl Sagan
- Edward Sapir
- Paul Samuelson
- Ann Linnea Sandberg
- Bernie Sanders
- Myron Scholes
- Herbert Simon
- Antoine Ntsimi
- Amos Alonzo Stagg
- George Stigler
- Leo Strauss
- Leo Szilard
- Kurt Vonnegut
- James Watson
- André Weil
- Gilbert F. White
- Thornton Wilder
- Albert Wohlstetter
- Paul Wolfowitz
- Carter G. Woodson
- Sho Yano
- Roger Arliner Young
- Panagióta Daskalopoúlou
- Rodolfo Stavenhagen
- Esther Hermitte